# Facciata

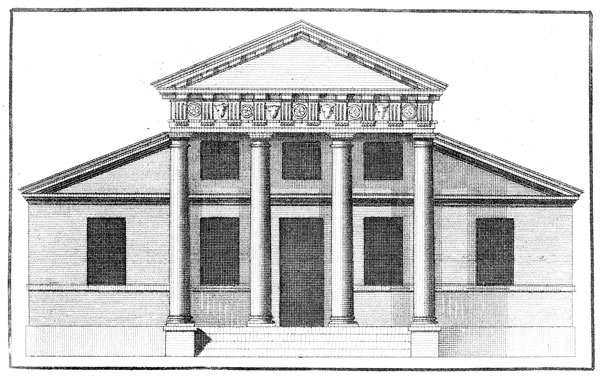
La facciata di una villa ne I quattro libri dell'architettura di Palladio (libro IV)

In architettura la facciata, anche detta fronte, è una parete di un edificio rivolta verso l'esterno. Solitamente con tale termine s'intende la parete dove è collocato l'ingresso principale, ma in molti tipi di costruzioni sono presenti anche facciate laterali (ad esempio nelle cattedrali gotiche).

## Storia

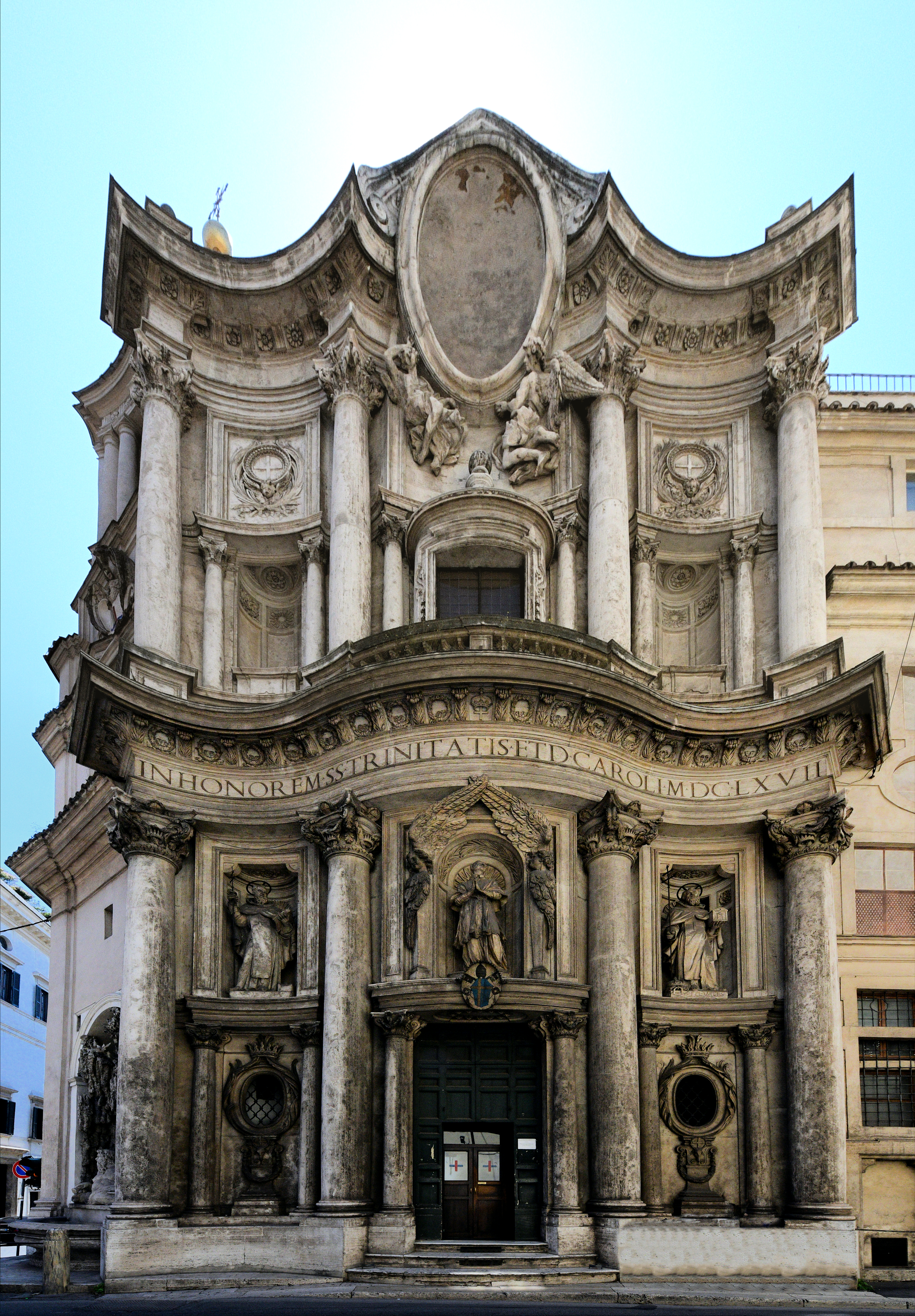
Facciata di San Carlo alle Quattro Fontane, in Roma

Nell'architettura orientale e in numerose opere greche e romane fino alla tarda antichità, la facciata non gode solitamente di una propria autonomia formale, ma è dal romanico che essa comincia ad assumere un ruolo principalmente estetico, a iniziare soprattutto dall'area germanica. Qui venne infatti elaborato un edificio addossato al fronte della chiesa, con torri gemelle: il Westwerk. Diventato col tempo una parte integrante della chiesa, andò a formare delle vere e proprie facciate, nelle quali si iniziò a profondere una quantità e qualità sempre maggiore di decorazioni, soprattutto scultoree. In Italia uno degli esempi più antichi di facciata decorata si ritrova nell'abbazia di Pomposa, a Codigoro.
Nel Rinascimento emblematiche furono le facciate che Leon Battista Alberti realizzò a Firenze (basilica di Santa Maria Novella), Mantova (chiesa di Sant'Andrea) e Rimini (Tempio Malatestiano), incentrate sul recupero di elementi classici.
Nel Barocco e nel Rococò la funzione estetica venne esasperata: furono realizzate delle scenografiche facciate fittizie, spesso in legno e cartapesta, come arredo urbano per nascondere gli edifici più antichi e abbellire le città durante feste o grandi occasioni, come matrimoni importanti o visite di principi stranieri. Tra le opere paradigmatiche è doveroso ricordare le facciate concave e convesse della chiesa di San Carlo alle Quattro Fontane a Roma (di Francesco Borromini) e di Palazzo Carignano a Torino (di Guarino Guarini).
Durante il Neoclassicismo le facciate furono ridotte a elementi statici, caratterizzati spesso da una notevole monumentalità soprattutto nelle opere più tarde ed eclettiche, dove confluiscono anche stili diversi: è il caso ad esempio dell'imponente prospetto neobarocco dell'Opéra di Parigi, che, come una monumentale quinta, si innalza sul fondo a un asse stradale rettilineo, evidenziando così anche la funzione urbanistica dell'edificio.
Nel XX secolo, il Movimento Moderno portò a un superamento delle regole classiche e del ruolo statico della facciata, sulla base di principi funzionali, che inoltre si concretizzarono in una maggiore apertura e manipolazione dell'involucro edilizio, secondo teorie De Stijl e dell'Espressionismo. Di fatto venne meno il ruolo della facciata principale: una delle opere più significative è la celebre Villa Savoye, dove i quattro fronti sono tutti trattati in base a esigenze funzionali e sono in stretto rapporto non solo con l'interno, ma anche con l'ambiente circostante (orientamento, presenza di un percorso coperto per i veicoli, ecc.).
Tuttavia, nell'architettura postmoderna si è manifestata una rivalutazione della facciata classica, intesa come elemento centrale dell'edificio; gli esempi più significativi possono essere ricercati nelle architetture di Philip Johnson (Hines College of Architecture, presso l'Università di Houston) e Aldo Rossi (centro direzionale di Perugia).

## Struttura
Una facciata è solitamente articolata da finestre e portali. La sua configurazione spaziale può essere definita dalla presenza di avancorpi e campate modulari che scandiscono il ritmo della facciata in senso orizzontale e verticale: altro elemento importante è l'apparato strutturale e decorativo (archi, cornici marcapiano, cornicioni, paraste, lesene, colonne, fregi, ecc. soprattutto nell'architettura antica) che, unito ai materiali impiegati per la costruzione (legno, pietra, laterizio intonacato o a vista, marmo e più recentemente cemento armato, acciaio e vetro), contribuisce in maniera rilevante alla definizione della facciata.
Per le chiese, che generalmente presentano la facciata a ovest, si definisce a capanna la facciata costituita da due o più spioventi, che segue la forma della navata maggiore; a salienti, invece, quella che palesa le diverse altezze delle navate. Esistono anche facciate a coronamento orizzontale, riscontrabili in molte chiese umbre o abruzzesi.
A volte delle facciate cieche sono anteposte agli edifici con l'unico scopo di dar loro un diverso aspetto; queste facciate che possono presentare anche finestre cieche e altre decorazioni, non hanno alcuna funzione architettonica.

## Galleria d'immagini

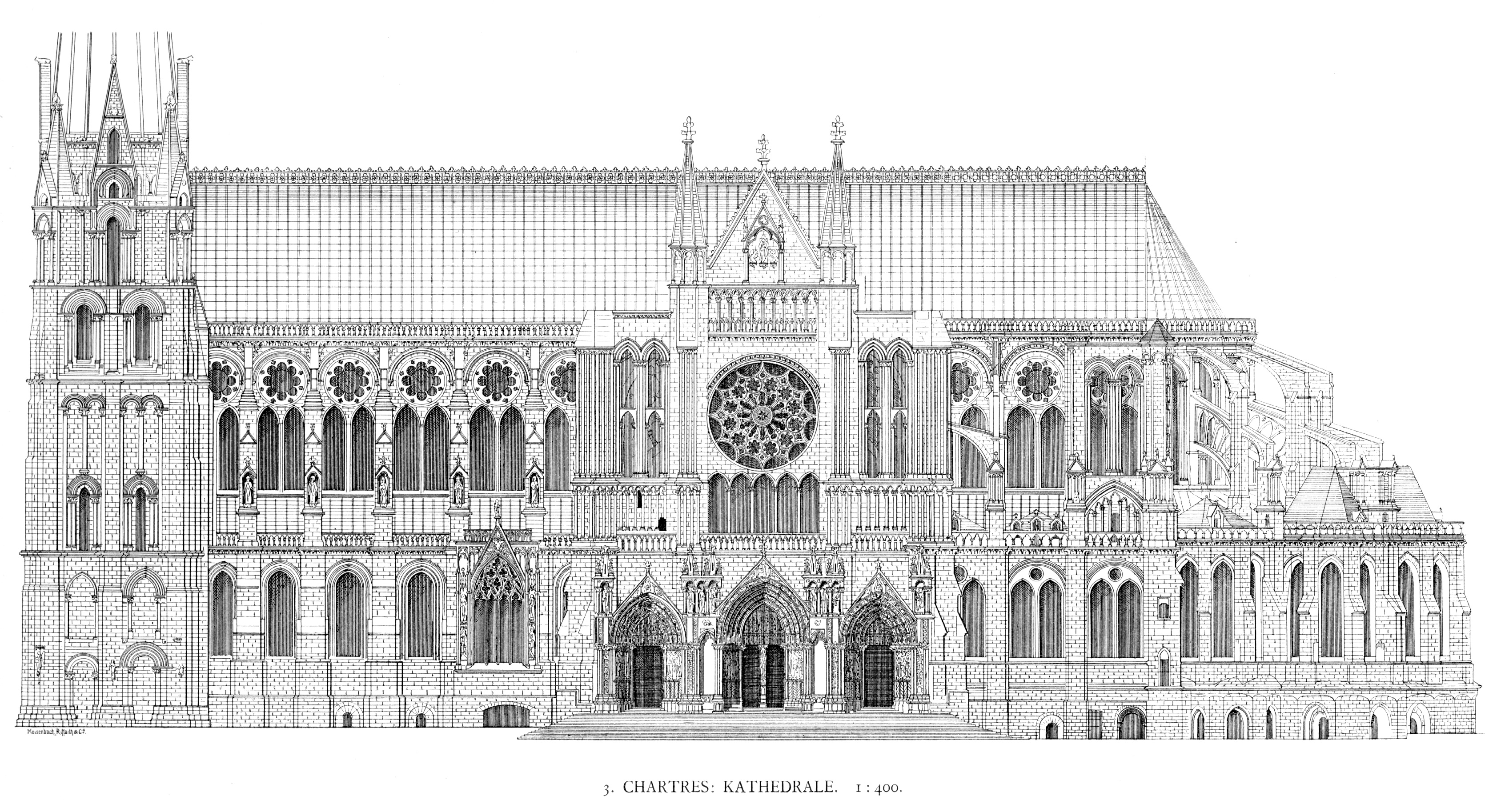
Prospetto laterale della Cattedrale di Chartres
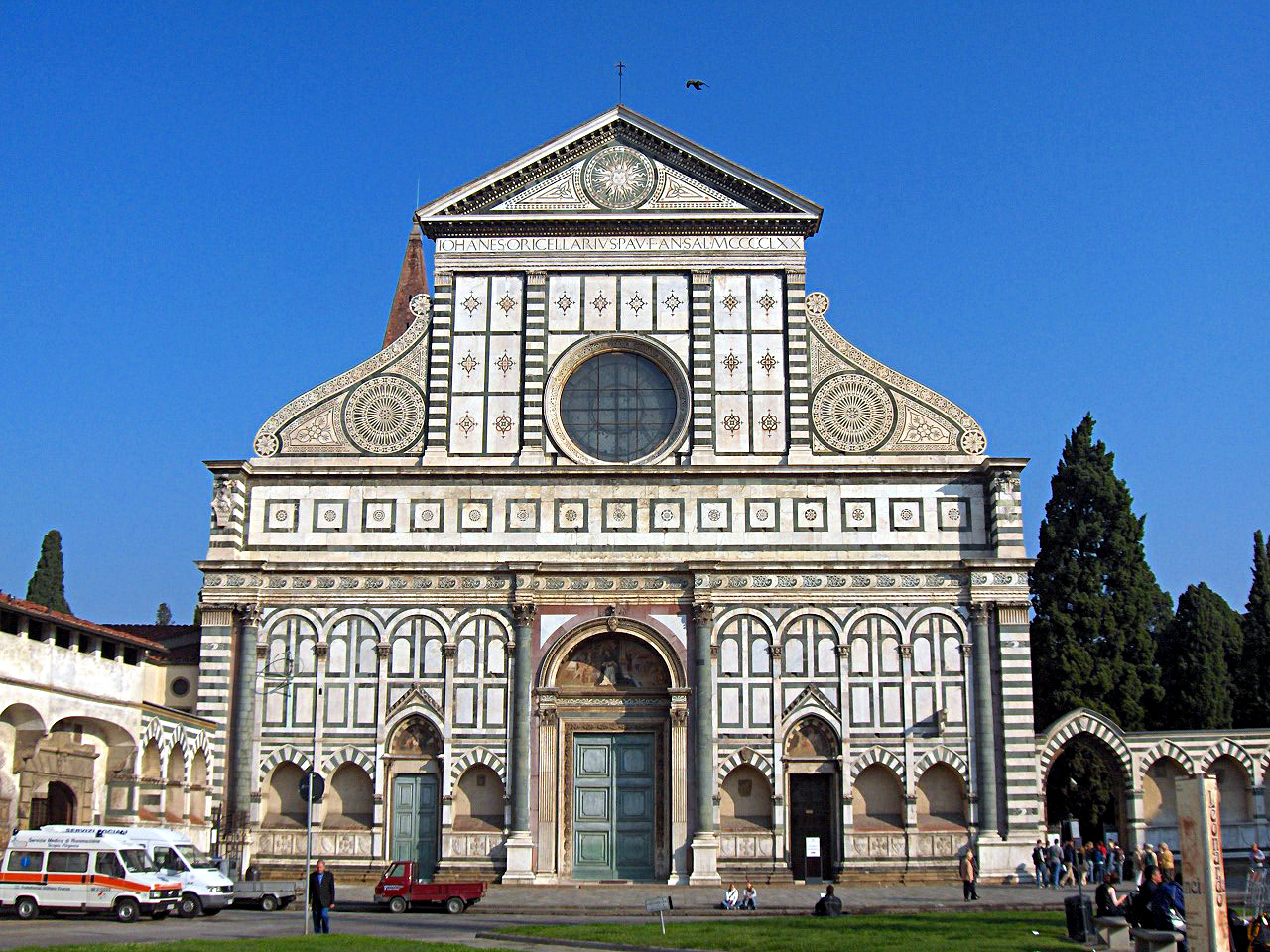
La facciata di Santa Maria Novella a Firenze
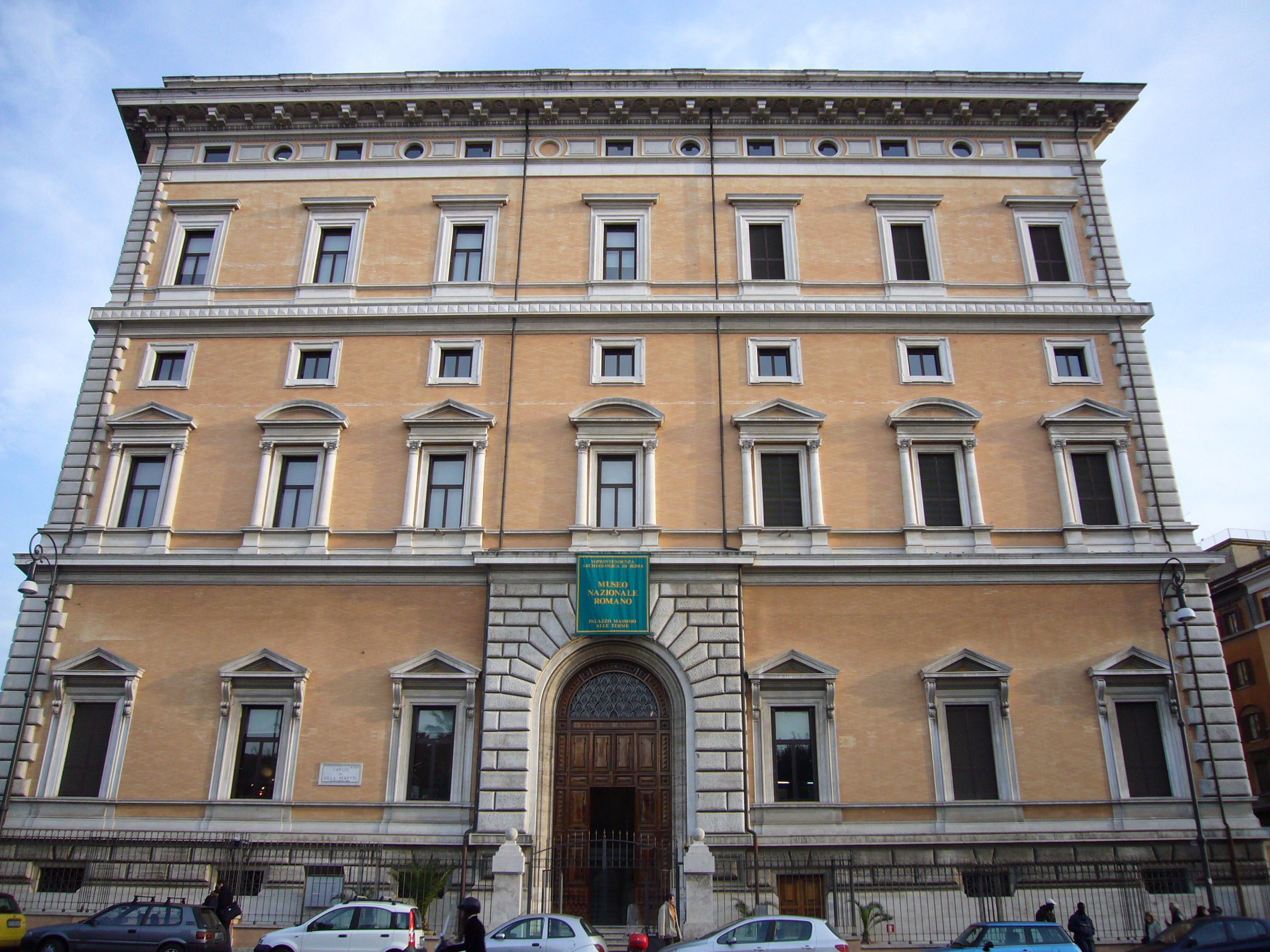
Fronte principale di Palazzo Massimo a Roma
Villa Savoye: si osserva l'assenza di una facciata principale
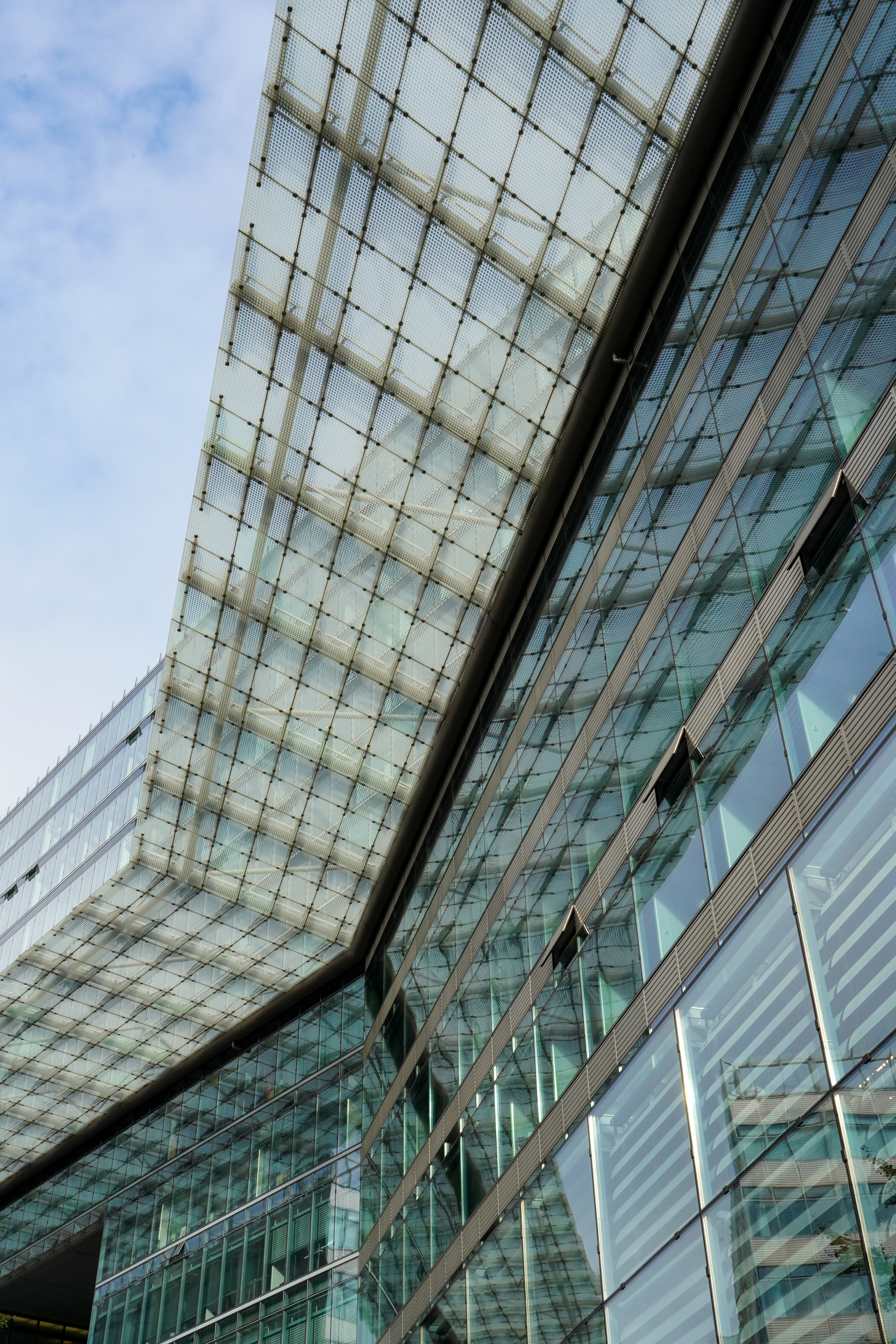
La facciata di "Neues Kranzler Eck" a Berlino